# Monaster Świętych Borysa i Gleba w Grodnie
Monaster Świętych Borysa i Gleba – prawosławny męski klasztor funkcjonujący w Grodnie między XV a XVII stuleciem i ponownie od 1839 do II wojny światowej. W latach 1697–1839 należał do zakonu bazylianów. 
Prawosławna męska wspólnota monastyczna w Grodnie powstała prawdopodobnie w II połowie XV stulecia przy starszej o czterysta lat cerkwi Świętych Borysa i Gleba na Kołoży. Funkcjonowała do 1635, gdy świątynia ta przeszła w ręce unitów. W 1697 król Polski August II Mocny zezwolił wileńskiemu klasztorowi bazylianów na organizację nowego ośrodka klasztornego w Grodnie. Według innego źródła unicki klasztor istniał już w 1612. Nowe budynki klasztorne wzniesione przez unitów przeszły ponownie w ręce prawosławnych po synodzie połockim w 1839, gdy pod naciskiem władz carskich Kościół unicki na ziemiach litewskich i białoruskich przestał istnieć. W 1854, wobec niebezpieczeństwa zawalenia się cerkwi Świętych Borysa i Gleba mnisi przenieśli się do budynków byłego klasztoru bernardynek, skasowanego wcześniej przez władze carskie. Główny kościół w tymże klasztorze zaadaptowano na monasterską cerkiew. Monaster funkcjonował do 1915, gdy mnisi udali się na bieżeństwo. 
Po I wojnie światowej większa część mnichów wróciła do Grodna i ponownie urządziła swój klasztor w dotychczasowej siedzibie. Na jej terenie funkcjonowały dwie cerkwie, dwa budynki mieszkalne i zespół obiektów gospodarczych. Obszerny ogród klasztorny został wydzierżawiony władzom miejskim. Mnisi nadal dysponowali także starą cerkwią na Kołoży. W dwudziestoleciu międzywojennym majątek klasztoru był mu stopniowo odbierany na rzecz państwa polskiego. W rękach monasteru pozostał jedynie majątek Kołoża, który miał stanowić podstawę utrzymania prawosławnego biskupa grodzieńskiego Aleksego. Oprócz tego mnisi zarabiali na życie poprzez wykonywanie rzemiosła, prowadzenie parafii i prowadząc niewielkie gospodarstwo. W 1938 wspólnota liczyła pięciu mnichów i dwóch posłuszników. W II Rzeczypospolitej o zwrot klasztoru w Grodnie ubiegały się bernardynki. Prawosławni mnisi liczyli się z możliwością rewindykacji obiektów, jednak ostatecznie nie doszło do niej z powodu wybuchu II wojny światowej.